# Aimé Chavan
Pour les articles homonymes, voir Chavan.
Aimé Chavan, né à Pully le 20 octobre 1873 et mort vers la fin septembre 1927 au Vigan (Gard), est un théologien et enseignant vaudois.

## Biographie
Aimé Chavan suit les cours du Collège cantonal, du Gymnase classique puis de la Faculté de théologie ou il obtient sa licence en 1897. 
Consacré au Saint-Ministère en novembre 1897, suffragant à Chexbres de 1897 à 1900, Aimé Chavan est nommé pasteur à Grandson où il demeure de 1900 à 1912. 
Chargé de cours à la Faculté de théologie de 1904 à 1912, il devient professeur extraordinaire puis est nommé professeur ordinaire de théologie historique. Nommé recteur de l'Université de Lausanne de 1916 à 1918 puis doyen de la Faculté de théologie de 1920 à 1922.

## Sources
- « Aimé Chavan », sur la base de données des personnalités vaudoises sur la plateforme « Patrinum » de la Bibliothèque cantonale et universitaire de Lausanne.
- Gazette de Lausanne, 1927/09/28
- photographie Fr. de Jongh, Lausanne Patrie suisse, 1916, no 594, p. 145-146